# Sigourney Weaver

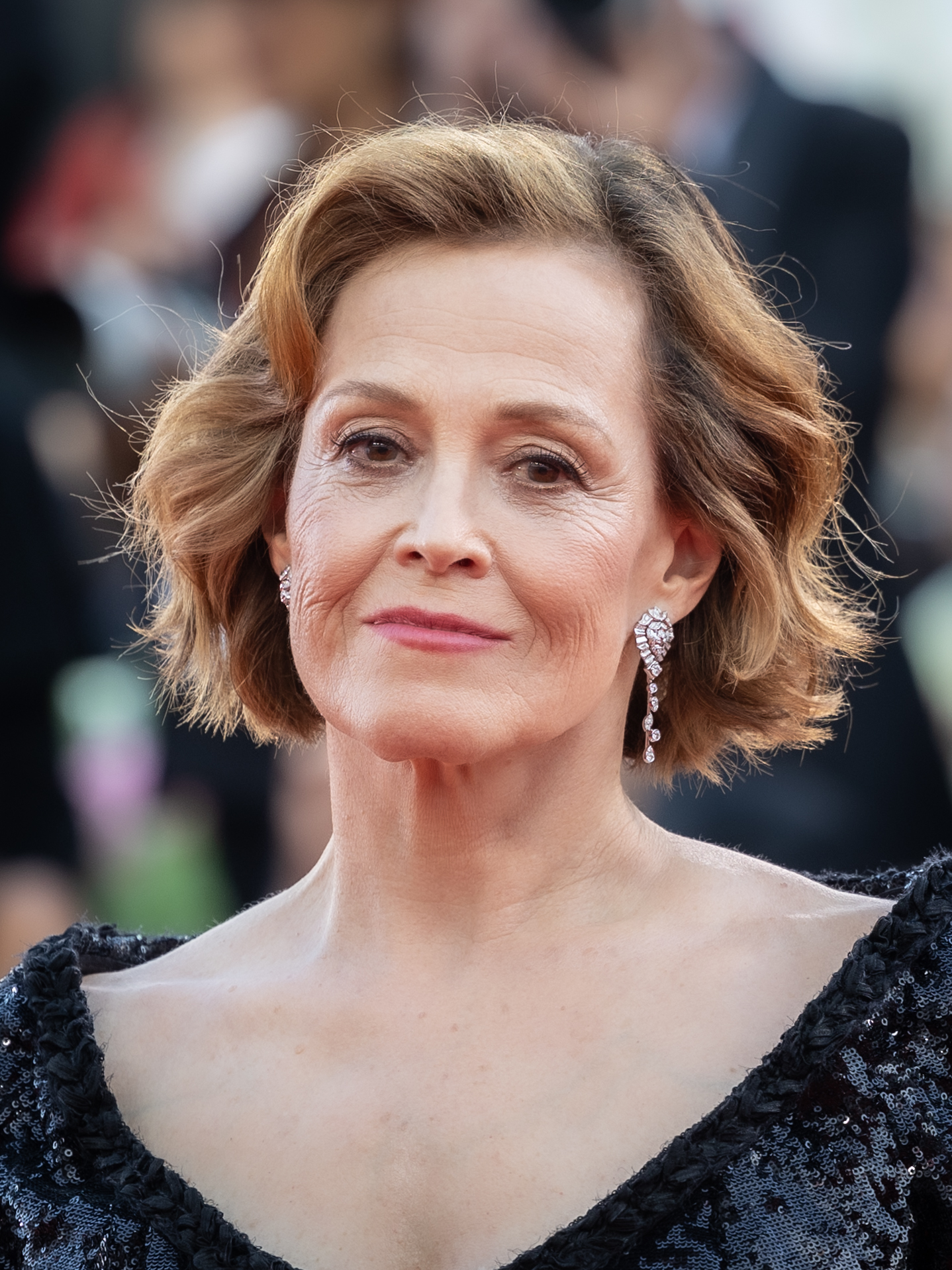
Sigourney Weaver (2024)

Sigourney Weaver ([sɪˈɡɔːrni]; * 8. Oktober 1949 als Susan Alexandra Weaver in New York) ist eine US-amerikanische Schauspielerin. Seit ihrem Mitwirken in der Alien-Saga gilt sie als eine der ersten weiblichen Actionstars der internationalen Kinogeschichte.
Weaver war bislang dreimal für einen Oscar nominiert.

## Leben und Karriere

### Frühe Jahre und Ausbildung
Weavers Mutter war die in die USA emigrierte britische Schauspielerin Elizabeth Inglis, Weavers Vater war Sylvester Laflin Weaver, junior, in den 1950er Jahren Präsident der NBC. Ihre Vorfahren väterlicherseits stammten zu großen Teilen aus Neuengland und hatten englische, schottische und niederländische Wurzeln. In ihrer Kindheit las Weaver viel und spielte oft nach, was sie beobachtet und gelesen hatte. Als Jugendliche war es Weaver leid, „Susi“ genannt zu werden und änderte ihren Vornamen nach der Figur Sigourney Howard aus Der große Gatsby in Sigourney. 1972 machte sie an der Stanford University einen Bachelor-Abschluss in Englisch, 1974 beendete sie ihre Ausbildung bei Robert Lewis an der Yale School of Drama der Yale University in New Haven mit dem Master of Fine Arts.

### Schauspielkarriere
Erste schauspielerische Erfahrungen sammelte Weaver auf der Theaterbühne. So trat sie seit den 1970er Jahren wiederholt in diversen Bühneninszenierungen ihres Freundes und ehemaligem Mitstudenten, Christopher Durang, auf; unter anderem 1981 in der Off-Broadway-Aufführung Beyond Therapy. Ihr Filmdebüt gab Weaver 1977 mit einer Kleinstrolle in Woody Allens Film Der Stadtneurotiker. 1979 erhielt sie die Hauptrolle der Ellen Ripley in Ridley Scotts Science-Fiction-Klassiker Alien, womit der bis dahin eher glücklosen Theaterschauspielerin der große Durchbruch gelang. Die Rolle war ursprünglich für einen männlichen Hauptdarsteller konzipiert und dann für eine Frau umgeschrieben worden. Die 1,84 Meter große Weaver begeisterte die Produzenten beim Vorsprechen durch ihre starke Ausstrahlung. Die nächsten zwei Jahre war sie jedoch wieder hauptsächlich am Theater aktiv.
Ab den 1980er Jahren war Weaver dann ausschließlich in Filmproduktionen zu sehen. So spielte sie 1982 an der Seite von Mel Gibson in dem Politthriller Ein Jahr in der Hölle. 1984 spielte sie neben Bill Murray und Dan Aykroyd die weibliche Hauptrolle der Dana Barrett in der Gruselkomödie Ghostbusters – Die Geisterjäger, die bis heute als Kultfilm gilt. Diese Rolle wiederholte sie 1989 auch im zweiten Teil.
1986 stand sie erneut als Ellen Ripley vor der Kamera, diesmal unter der Regie von James Cameron in Aliens – Die Rückkehr, was ihr eine Oscar-Nominierung bescherte. 1989 war sie zweimal für den Oscar nominiert: Einmal für die Hauptrolle der Dian Fossey in Michael Apteds Gorillas im Nebel, das andere Mal für die Rolle der Karrierefrau Katherine Parker in der Screwball-Komödie Die Waffen der Frauen.

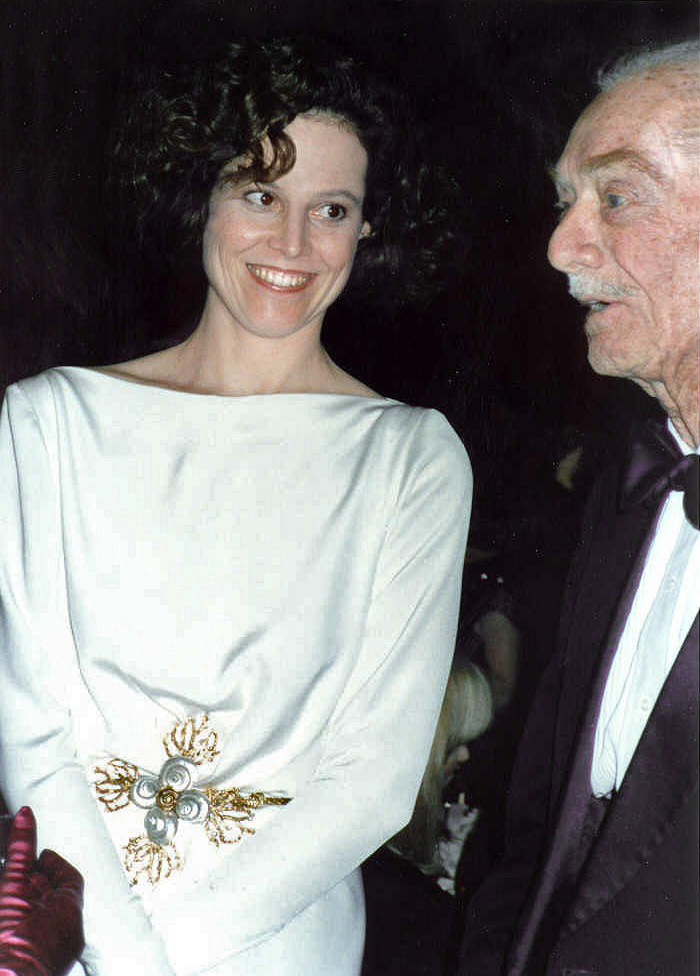
Weaver mit ihrem Vater Sylvester Laflin Weaver junior bei der Oscarverleihung 1989

Nach der Geburt ihrer Tochter machte Weaver Anfang der 1990er Jahre eine zweijährige berufliche Pause. 1992 übernahm sie anschließend erneut ihre Paraderolle als Ellen Ripley in David Finchers Fortsetzung der Alien-Reihe, Alien 3. Im selben Jahr arbeitete sie erneut mit Ridley Scott zusammen und übernahm den Part der kastilischen Königin Isabella in dessen Historienfilm 1492 – Die Eroberung des Paradieses. In den nachfolgenden Jahren übernahm Weaver diverse Hauptrollen in den Filmen Dave (1993), Der Tod und das Mädchen (1994) und Copykill (1995). 1997 spielte sie erneut die Rolle der Ellen Ripley in Alien – Die Wiedergeburt, dem vierten Film der Alien-Reihe. 1998 gewann sie für ihre Darstellung der mondänen Janey in Ang Lees Filmdrama Der Eissturm den BAFTA-Award als Beste Nebendarstellerin und erhielt außerdem eine Golden-Globe-Award-Nominierung in derselben Kategorie. Eine zweite Golden-Globe-Award-Nominierung erhielt sie 1999 für ihre Hauptrolle in Unschuldig verfolgt.
Nach der Jahrtausendwende übernahm Weaver diverse Haupt- und Nebenrollen in verschiedenen Filmen wie Heartbreakers – Achtung: Scharfe Kurven! (2001), Das Geheimnis von Green Lake (2003) und The Village – Das Dorf (2004). In Snow Cake spielte sie 2005 die Rolle einer Autistin, deren Tochter bei einem Verkehrsunfall ums Leben kam.
Daneben war Weaver Sprecherin in dem 2008 erschienenen Animationsfilm WALL·E – Der Letzte räumt die Erde auf sowie in dem 2009 erschienenen Dokumentarfilm The Acid Test des Natural Resources Defense Council zum Thema Versauerung der Meere. Ab den 2010er Jahren trat Weaver als Hauptdarstellerin allmählich in den Hintergrund und übernahm vorwiegend Nebenrollen in Filmprojekten verschiedener Genres wie Paul – Ein Alien auf der Flucht (2011), The Cold Light of Day (2012), Exodus: Götter und Könige (2014) und Chappie (2015). 2016 hatte sie im Remake des Films Ghostbusters einen kurzen Gastauftritt. 2017 übernahm sie die Rolle der Antagonistin in der Miniserie Marvel’s The Defenders, welche im Marvel Cinematic Universe angesiedelt ist.
Im Jahr 2009 spielte Weaver die Rolle der Mary Griffith in ihrem ersten Fernsehfilm Prayers for Bobby, für den sie für einen Emmy Award, den Golden Globe Award und den Screen Actors Guild Award nominiert wurde. Für den Film Avatar – Aufbruch nach Pandora (2009) traf sich Weaver wieder mit Aliens-Regisseur James Cameron und spielte eine wichtige Rolle als Dr. Grace Augustine, Leiterin des AVTR-Programms (Avatar) auf dem fiktiven Mond Pandora, dem Film mit den höchsten Einspielzahlen aller Zeiten. Im September 2011 wurde bestätigt, dass Weaver zu Avatar: The Way of Water zurückkehren würde, wobei James Cameron erklärte, dass „niemand jemals in Science-Fiction stirbt“.[49] The Way of Water wurde, genau wie sein Vorgänger, veröffentlicht, mit kritischem und kommerziellem Erfolg. Die Hauptdreharbeiten für Avatar: The Way of Water und Avatar: Fire and Ash begannen gleichzeitig am 25. September 2017. Für Avatar: Fire and Ash erklärte Weaver, dass sie einen anderen, derzeit unbekannten Charakter darstellen würde.
Weaver moderierte zwei Episoden der langjährigen NBC-Sketch-Show Saturday Night Live: einmal bei der Premiere der 12. Staffel im Jahr 1986 und erneut in einer Episode der 35. Staffel im Januar 2010. Im März 2010 wurde sie für die Hauptrolle gecastet als Königin der Vampire in Amy Heckerlings Vamps – Dating mit Biss. Sie wurde bei den Scream Awards 2010 mit dem Heroine Award geehrt, der ihre Arbeit in Science-Fiction-, Horror- und Fantasyfilmen würdigte. Im Dezember 2013 war Weaver Gasterzählerin bei Disneys Candlelight Processional im Walt Disney World Resort.
Im Jahr 2014 schlüpfte Weaver zum ersten Mal seit 17 Jahren erneut in die Rolle von Ripley, indem sie die Figur im Videospiel Alien: Isolation verkörperte. Ihr Charakter hat in der Hauptgeschichte einen Synchronsprecher und spielt eine zentrale Rolle in den beiden DLCs, die während der Ereignisse von Alien spielen, wobei die meisten Originaldarsteller ihre jeweiligen Charaktere sprechen. Weaver trat in dem Film Exodus: Götter und Könige (2014) als Tuya unter der Regie von Ridley Scott neben Christian Bale, Joel Edgerton und Ben Kingsley auf. Im Jahr 2015 spielte sie eine Nebenrolle in Neill Blomkamps Science-Fiction-Film Chappie und erklärte, dass sie zustimmen würde, in einer Alien-Fortsetzung aufzutreten, vorausgesetzt, dass Blomkamp Regie führt. Am 18. Februar 2015 wurde offiziell bekanntgegeben, dass es eine Fortsetzung zu Alien geben wird, bei der Blomkamp die Regie übernehmen soll. Am 25. Februar 2015 bestätigte Weaver, dass sie ihre Rolle als Ellen Ripley im neuen Alien-Film wiederholen würde. Im Jahr 2016 äußerte sich Weaver in einem Cameo-Auftritt im Pixar-Film Findet Dorie. Am 21. Januar 2017 antwortete Blomkamp auf eine Fanfrage auf Twitter, wie die Chancen seien, dass sein Alien-Projekt tatsächlich umgesetzt werde, mit „gering“.
Am 7. Juni 2019 bestätigte Weaver, dass sie ihre Rolle als Dana Barrett in Ghostbusters: Legacy wiederholen würde, der am 19. November 2021 veröffentlicht wurde. Am 23. September 2019 berichtete Variety, dass Weaver und Kevin Kline (nach Dave und The Ice Storm) für The Good House, ein Drama aus Steven Spielbergs Amblin Partners und Universal Pictures, wieder zusammenkommen werden. Ihre Stimme wurde für Hörbücher, Filmsoundtracks und Videospiele verwendet, darunter James Cameron’s Avatar: Das Spiel (2009) und Alien: Isolation (2014). Sie hat auch Rollen für Futurama, Penn Zero – Teilzeitheld und SpongeBob Schwammkopf gesprochen.
Im Jahr 2022 traf sie sich wieder mit James Cameron und trat in Avatar: The Way of Water (2022) an der Seite von Sam Worthington, Zoe Saldana und Kate Winslet auf. Der Film hatte das dritthöchste Einspielergebnis aller Zeiten und erhielt eine Nominierung für den Oscar als „Bester Film“.
Ende August 2024 wurde Weaver bei der Eröffnungsgala des 81. Filmfestivals von Venedig mit dem Goldenen Löwen als Ehrenpreis für ihr Lebenswerk ausgezeichnet. Laudatorin war die französische Schauspielerin Camille Cottin.

### Privates und Engagement

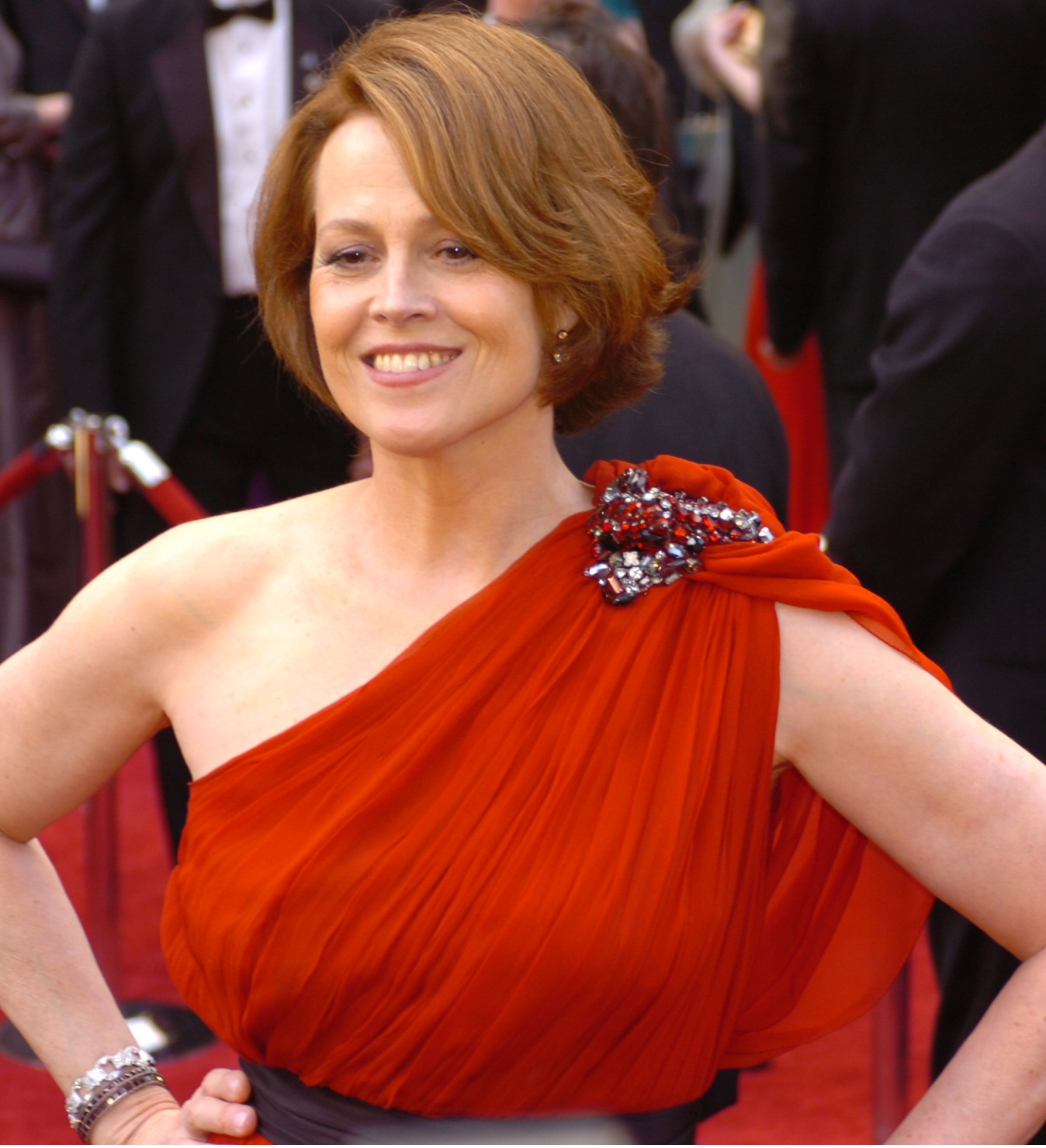
Sigourney Weaver bei der Oscarverleihung 2010

Seit 1984 ist Weaver mit dem Regisseur Jim Simpson verheiratet. Im April 1990 wurde die gemeinsame Tochter Charlotte Simpson geboren, die 2002 in dem Film The Guys von Jim Simpson auch ihre Tochter spielte.
Seit ihrer Rolle in Gorillas im Nebel ist Weaver eine aktive Unterstützerin der von Dian Fossey gegründeten Organisation Digit Fund, welche sich für den Artenschutz von Berggorillas einsetzt.
Durch ihr Mitwirken in der Doku The Acid Test (2009) sensibilisierte Weaver bezüglich der zunehmenden Versauerung der Meere und sprach im April 2012 außerdem in einer Anhörung des US-Senats zu diesem Thema und drängte auf eine Änderung der Klimaschutzgesetze. Auch in ihrem Blog bei der Huffington Post schrieb sie zum Thema Klimawandel und Umweltschutz.

## Synchronstimme
Bis 1994 war Hallgerd Bruckhaus ihre deutsche Standardsynchronstimme, seitdem wird sie von Karin Buchholz gesprochen.

## Filmografie
- 1976: Somerset (Fernsehserie)
- 1977: Der Stadtneurotiker (Annie Hall)
- 1977: The Best of Families (Fernsehminiserie)
- 1978: Madman
- 1979: Alien – Das unheimliche Wesen aus einer fremden Welt (Alien)
- 1979: 3 by Cheever (Fernsehminiserie, zwei Folgen)
- 1981: Der Augenzeuge (Eyewitness)
- 1982: Ein Jahr in der Hölle (The Year of Living Dangerously)
- 1983: Das Bombengeschäft (Deal of the Century)
- 1984: Ghostbusters – Die Geisterjäger (Ghostbusters)
- 1985: Eine Frau zum Verlieben (Une femme ou deux)
- 1986: Aliens – Die Rückkehr (Aliens)
- 1986: Half Moon Street
- 1988: Die Waffen der Frauen (Working Girl)
- 1988: Gorillas im Nebel (Gorillas in the Mist)
- 1989: Ghostbusters II
- 1989: Helmut Newton: Frames from the Edge (Dokumentarfilm)
- 1992: The Snow Queen (Kurzfilm, Stimme)
- 1992: Alien 3
- 1992: 1492 – Die Eroberung des Paradieses (1492: Conquest of Paradise)
- 1993: Rabbit Ears: Peachboy (Kurzfilm, nur Stimme)
- 1993: Dave
- 1994: The Wild Swans (Kurzfilm, nur Stimme)
- 1994: Der Tod und das Mädchen (Death and the Maiden)
- 1995: Jeffrey
- 1995: Copykill (Copycat)
- 1997: Schneewittchen (Snow White: A Tale of Terror)
- 1997: Der Eissturm (The Ice Storm)
- 1997: Alien – Die Wiedergeburt (Alien: Resurrection)
- 1999: Unschuldig verfolgt (A Map of the World)
- 1999: Get Bruce
- 1999: Galaxy Quest – Planlos durchs Weltall (Galaxy Quest)
- 2000: Cuba Libre – Dümmer als die CIA erlaubt (Company Man)
- 2001: Heartbreakers – Achtung: Scharfe Kurven! (Heartbreakers)
- 2002: Alle lieben Oscar (Tadpole)
- 2002: The Wedding Contract
- 2002: The Guys
- 2003: Das Geheimnis von Green Lake (Holes)
- 2004: The Village – Das Dorf (The Village)
- 2004: Imaginary Heroes
- 2005: Der Geschmack von Schnee (Snow Cake)
- 2006: Kaltes Blut – Auf den Spuren von Truman Capote (Infamous)
- 2006: The TV Set
- 2007: Es war k’einmal im Märchenland (Happily N’Ever After, Stimme)
- 2007: Das Mädchen im Park (The Girl in the Park)
- 2008: 8 Blickwinkel (Vantage Point)
- 2008: Abgedreht (Be Kind Rewind)
- 2008: Baby Mama
- 2008: Eli Stone (Fernsehserie, Folge 2x01)
- 2008: WALL·E – Der Letzte räumt die Erde auf (WALL·E, Stimme)
- 2009: Avatar – Aufbruch nach Pandora (Avatar)
- 2009: Prayers for Bobby
- 2009: The Acid Test (Dokumentarfilm, Sprecherin)
- 2010: Kleine Lügen auf Bewährung (Crazy on the Outside)
- 2010: Du schon wieder (You Again)
- 2011: Paul – Ein Alien auf der Flucht (Paul)
- 2011: Willkommen in Cedar Rapids (Cedar Rapids)
- 2011: Atemlos – Gefährliche Wahrheit (Abduction)
- 2011: Rampart – Cop außer Kontrolle (Rampart)
- 2012: The Cabin in the Woods
- 2012: The Cold Light of Day
- 2012: Red Lights
- 2012: Political Animals (Miniserie)
- 2012: Vamps – Dating mit Biss (Vamps)
- 2014: Exodus: Götter und Könige (Exodus: Gods and Kings)
- 2015: Chappie
- 2015–2017: Doc Martin (Fernsehserie, zwei Folgen)
- 2016: Ghostbusters (Ghostbusters: Answer the Call)
- 2016: Findet Dorie (Finding Dory, Stimme)
- 2016: Sieben Minuten nach Mitternacht (A Monster Calls)
- 2016: Years of Living Dangerously (Dokuserie, Folge 2x08)
- 2017: Rakka (Science-Fiction-Kurzfilm)
- 2017: Marvel’s The Defenders (Fernsehserie, sechs Folgen)
- 2017: The Meyerowitz Stories (New and Selected)
- 2019: Der dunkle Kristall: Ära des Widerstands (The Dark Crystal: Age of Resistance, Fernsehserie)
- 2020: Mein Jahr in New York (My Salinger Year)
- 2020: Call My Agent! (Dix pour cent, Fernsehserie, Folge 4x05)
- 2021: The Good House
- 2021: Ghostbusters: Legacy (Ghostbusters: Afterlife)
- 2022: Call Jane
- 2022: Master Gardener
- 2022: Avatar: The Way of Water
- 2023: Die verlorenen Blumen der Alice Hart (The Lost Flowers of Alice Hart, Miniserie)
- 2025: The Gorge

## Auszeichnungen
Oscarverleihung

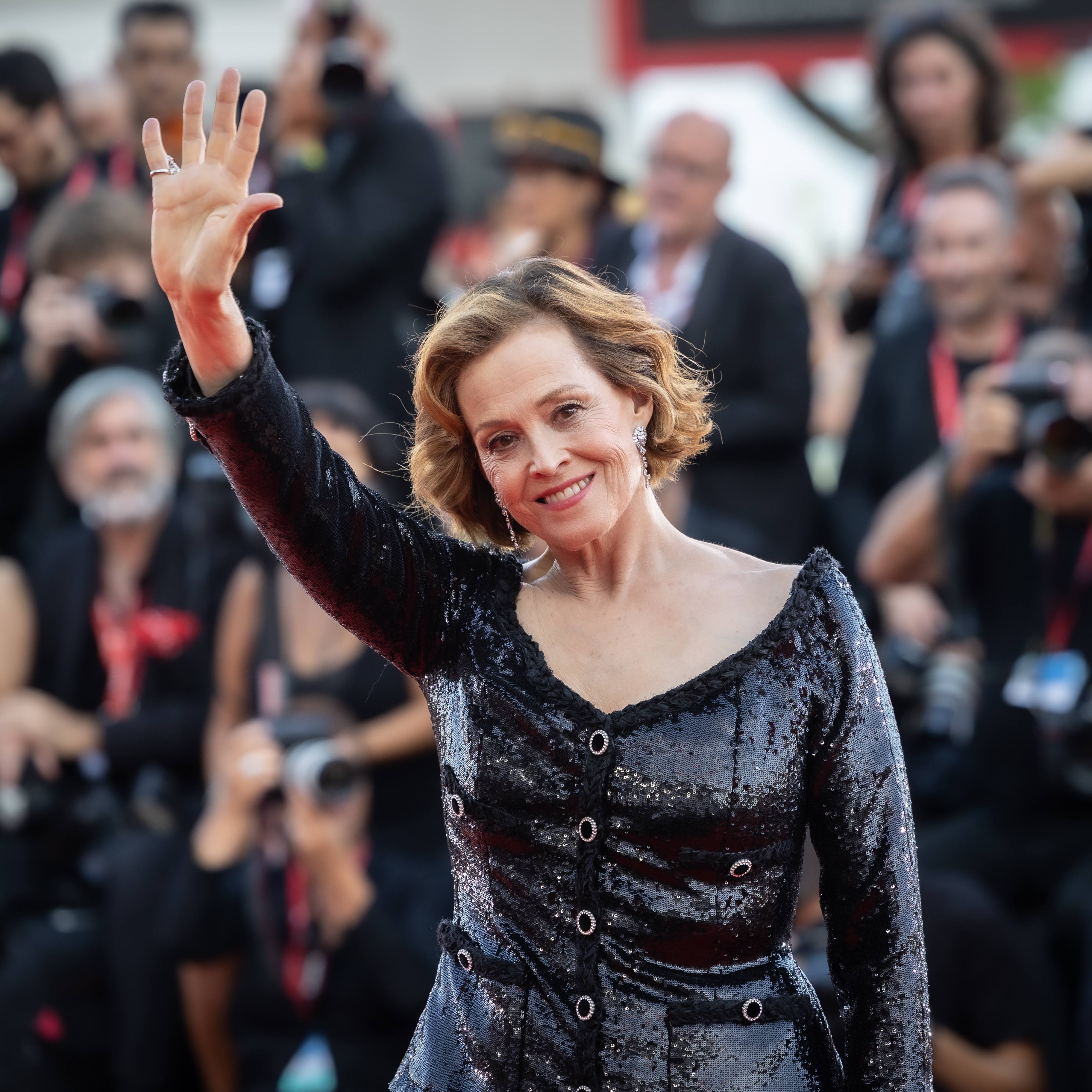
Sigourney Weaver beim Filmfestival von Venedig 2024

- 1987: Nominierung als beste Hauptdarstellerin (Aliens – Die Rückkehr)
- 1989: Nominierung als beste Hauptdarstellerin (Gorillas im Nebel)
- 1989: Nominierung als beste Nebendarstellerin (Die Waffen der Frauen)

Golden Globe Awards
- 1987: Nominierung als beste Hauptdarstellerin in einem Drama (Aliens – Die Rückkehr)
- 1989: Golden Globe als beste Hauptdarstellerin in einem Drama (Gorillas im Nebel)
- 1989: Golden Globe als beste Nebendarstellerin (Die Waffen der Frauen)
- 1998: Nominierung als beste Nebendarstellerin (Der Eissturm)
- 2000: Nominierung als beste Hauptdarstellerin in einem Drama (Unschuldig verfolgt)
- 2010: Nominierung als beste Hauptdarstellerin (Prayers for Bobby)
- 2013: Nominierung als beste Hauptdarstellerin in einer Fernsehserie (Political Animals)

Saturn Awards
- 1980: Nominierung als beste Hauptdarstellerin (Alien – Das unheimliche Wesen aus einer fremden Welt)
- 1987: Saturn Award als beste Hauptdarstellerin (Aliens – Die Rückkehr)
- 1993: Nominierung als beste Hauptdarstellerin (Alien 3)
- 1998: Nominierung als beste Hauptdarstellerin (Alien – Die Wiedergeburt)
- 2000: Nominierung als beste Hauptdarstellerin (Galaxy Quest)

BAFTA Awards
- 1980: Nominierung als beste Hauptdarstellerin (Alien – Das unheimliche Wesen aus einer fremden Welt)
- 1990: Nominierung als beste Nebendarstellerin (Die Waffen der Frauen)
- 1998: BAFTA-Award als beste Nebendarstellerin (Der Eissturm)

Emmy
- 1998: Nominierung als beste Hauptdarstellerin (Schneewittchen)
- 2009: Nominierung als beste Hauptdarstellerin (Prayers for Bobby)

Scream Awards
- 2010: Heroine Award

Die Goldene Kamera
- 2013: Beste Schauspielerin international

Jupiter
- 1990: Beste Darstellerin
- 1999: Stern auf dem Hollywood Walk of Fame
- 2016: Donostia Lifetime Achievement Award beim Festival Internacional de Cine de San Sebastián[33]

Science Fiction and Fantasy Hall of Fame
- 2021: Aufnahme in die Hall of Fame

Internationale Filmfestspiele von Venedig
- 2024: Goldener Löwe als Ehrenpreis für ein Lebenswerk[34]

## Dokumentation
- Sigourney Weaver - Actionheldin und Stil-Ikone. Regie: Bärbel Merseburger-Sill, RB, Deutschland und USA, 53 Minuten, 2024